# Brosme
Brosme is een monotypisch geslacht van straalvinnige vissen uit de familie van de kabeljauwen (Gadidae), orde kabeljauwachtigen (Gadiformes).

## Soort
- Brosme brosme Ascanius, 1772 – Lom